# Шервуд Лоллар, Барбара
Барбара Шервуд Лоллар СС FRSC (англ. Barbara Sherwood Lollar; род. 19 февраля 1963  года, США) — канадский геолог и геохимик американского происхождения, известная своими исследованиями водных ресурсов.
Член Канадского (2004) и Лондонского (2019) королевских обществ.
Компаньон ордена Канады (2017).

## Биография
Родилась в семье Джона и Джоан Шервуд. Получила степень бакалавра искусств в области геологических наук в Гарвардском университете, затем степень доктора философии в области наук о Земле в Университете Уотерлу. Училась на постдокторате Кембриджского университета.
С 1992 года работает в Торонтском университете, в настоящее время является профессором факультета наук о Земле этого университета. В 2007 году получила почётное звание передового исследователя Канады в области изотопной геохимии Земли и окружающей среды. Вновь получила его в 2014 году.

## Награды и почести
- 2010 — старший научный сотрудник Колледжа Мэсси[англ.]
- 2012 — премия ENI[англ.]
- 2015 — член Американского геофизического союза
- 2016 — премия Совета по естественным наукам и инженерным исследованиям[англ.] имени Джона Поланьи[6].
- 2016 — компаньон ордена Канады «за революционный вклад в геохимию, особенно в развитие инновационных механизмов восстановления грунтовых вод, и за открытие древних жидкостей, которые имеют значение для жизни на других планетах»[7][8].
- 2016 — премия Бэнкрофта[англ.] от Королевского общества Канады[9].
- 2018 — медаль Логана[англ.]
- 2019 — Канадская золотая медаль Герхарда Херцберга